# الاتصالات في غواتيمالا
تشمل الاتصالات السلكية واللاسلكية في غواتيمالا الراديو والتلفزيون والهواتف الثابتة والمتنقلة والإنترنت.

## الإذاعة والتلفزيون
- المحطات الإذاعية: محطة إذاعية واحدة مملوكة للحكومة ومئات المحطات الإذاعية الخاصة (2007).[1]
- أجهزة الراديو: 835000 (1997). [بحاجة لتحديث]
- محطات التلفزيون: 4 قنوات أرضية وطنية مملوكة للقطاع الخاص تهيمن على البث التلفزيوني؛ تتوفر خدمات الأقمار الصناعية والكابلات متعددة القنوات (2007).
- أجهزة التلفزيون: 640.000 (1997). [بحاجة لتحديث]

## الهواتف
شركة الهاتف الحالية في غواتيمالا هي TELGUA التي فازت بالمناقصة لخصخصة GUATEL التي تديرها الحكومة.
- رمز الاتصال: +502 [1]
- بادئة المكالمة الدولية: 00 [2]
- الخطوط الرئيسية المستخدمة:
  - 665.061 سطرًا (2000)
  - 1.4 مليون خط (2006)
  - 1.7 مليون خط المركز 63 في العالم (2012)
- الخلوية المتنقلة:
  - 663,296 سطراً (2000)
  - 6.8 مليون خط (2006)
  - 10.2 مليون خط 70٪ من السكان (2007)
  - 20.8 مليون خط 46 في العالم (2012)
- نظام الهاتف: شبكة حديثة إلى حد ما تتمركز في مدينة غواتيمالا متصل بنظام الميكروويف في أمريكا الوسطى نظام ترحيل راديو ميكروويف جذع يربط بلدان أمريكا الوسطى والمكسيك ببعضها البعض.[3]
- المحطات الأرضية الساتلية: 1 Intelsat (المحيط الأطلسي).
- كبلات الاتصالات: نقطة الهبوط لكل من منطقة البحر الكاريبي للأمريكتين (ARCOS-1) وأنظمة الكابلات البحرية للألياف الضوئية SAm-1 التي توفر معًا الاتصال بأمريكا الجنوبية والوسطى وأجزاء من منطقة البحر الكاريبي والولايات المتحدة (2011).
- العاملين:[بحاجة لمصدر][ بحاجة لمصدر ]

## إنترنت
- نطاق المستوى الأعلى: .gt [1]
- مستخدمو الإنترنت:
- النطاق العريض الثابت: غير معروف (2012).[4]
- النطاق العريض المتنقل: 632,624 اشتراكًا ويحتل المرتبة 85 في العالم 4.5 ٪ من السكان 113 في العالم (2012).[5][6]
- مضيفو الإنترنت: 357552 مضيفًا المركز 60 في العالم (2012).[1]
- IPv4 : تم تخصيص 552192 عنوانًا أي أقل من 0.05٪ من الإجمالي العالمي و 39.2 عنوانًا لكل 1000 شخص (2012).
- مزودو خدمة الإنترنت (ISPs): 27 (2004).[بحاجة لمصدر][ بحاجة لمصدر ]

### الرقابة على الإنترنت والمراقبة
في عام 2011 أبلغت مبادرة (OpenNet)عن عدم وجود دليل على تصفية الإنترنت في غواتيمالا.
يحمي دستور غواتيمالا حرية التعبير وحرية الصحافة والخصوصية الفردية إلا أن المسؤولين الحكوميين ينتهكون هذه الحقوق بشكل روتيني أدت الإصلاحات الدستورية الأخيرة إلى تقنين تقنيات المراقبة الإلكترونية المختلفة التي تهدد الخصوصية على الإنترنت.
- يسمح قانون حماية الأطفال والمراهقين Ley de Proteccion Integral de la Niñez y Adolescencia (قانون حماية الأطفال والمراهقين) ينص حماية المحتوى للأطفال والمراهقين الذين تقل أعمارهم عن ثمانية عشر عامًا إذ يعتبر أنه ضار بنموهم وعلى وسائل الإعلام ومنظمي الأحداث العامة تقييم المحتوى المبرمج وتصنيفه وفق هذا القانون.[7]
- يحظر Ley de Emisión del Pensamiento (قانون التعبير عن الفكر) القذف والافتراء والخيانة في شكل مطبوع وينص على أن مؤلف أي منشور يحتوي على رأي يعتبره القضاء تخريبيًا أو مُخلاً بالأخلاق أو «غيراخلاقي» من الحياة الخاصة قد تكون عرضة للعقاب ويتطلب قانون التعبير عن الفكر صراحةً من الصحف التي نسبت أفعالًا أو نشرت معلومات كاذبة عن أشخاص أو كيانات بشكل غير صحيح أن تنشر أي تصحيحات أو تفسيرات أو تفنيدات يرسلها إليهم المتهمون وفي حالات المواد المطبوعة التي تنطوي على خيانة أو تخريبية أو «مخلاً بالأخلاق» أو تحتوي على قذف أو تشهير فقد تخضع الصحف للمحاكمة من قبل هيئة محلفين يمكن استئناف القرارات في غضون 48 ساعة وينص القانون على استثناء عندما يكون الطرف المعتدي موظفًا حكوميًا أو مسؤولًا إذا كان المحتوى المسيء يتعلق «بأفعال رسمية بحتة» تتعلق بالعمل الحكومي فسيتم الحكم على القضية في «محكمة الشرف» وسيكون القرار نهائيًا ومغلق للاستئناف.
- ينص Ley de Orden Público (قانون النظام العام) على أنه إذا أعلنت الحكومة أن البلاد «في حالة حصار» فيجب على الصحفيين «الامتناع عن نشر أي شيء قد يسبب الارتباك أو الذعر».

## روابط خارجية
- Registro de Dominios. جي تي باللغة الإسبانية ، مسجل المجال لنطاق.gt.